# Dalibor Doder
Dalibor Doder (7 de mayo de 1979, Malmö, Suecia) es un jugador de balonmano profesional que juega en el Ystads IF en la posición de central. Forma parte de la selección sueca con la que jugó el Campeonato Mundial de 2011 y los Juegos Olímpicos de Londres 2012. Con su selección ha disputado un total de 146 partidos internacionales en los que anotó 430 goles.
Salido de la cantera del Lugi HF, debutó en la primera división sueca en 1998, en el cual permanecería hasta 2003 cuando fichó por el IFK Ystad HK. Tras una media temporada muy destacada en el SD Teucro, ficharía por el entonces emergente CAI Balonmano Aragón, que en 2005 había ascendido a la Liga Asobal. Con el equipo zaragozano llegaría a las semifinales de la Copa del Rey durante sus dos primeras temporadas, y alcanzando la final de la Copa EHF en 2007 en la que perdería contra el SC Magdeburg, siendo la mejor actuación en competición del club aragonés. Doder marcaría 9 goles entre los dos partidos de dicha final.
Al término de la temporada 2008-09, Doder fichó por el Ademar León, con el que jugaría la Liga de Campeones aquella temporada. Además, jugaría la final de la Copa del Rey cayendo en la prórroga ante el FC Barcelona, en la que Doder anotaría 4 goles. La reducción del presupuesto del club leonés le obligó a buscarse una salida que en encontró en el TSV GWD Minden, equipo alemán que en 2010 había descendido a la segunda Bundesliga, y con el que cual volverían a conseguir el ascenso a la máxima categoría del balonmano alemán en 2012.

## Equipos

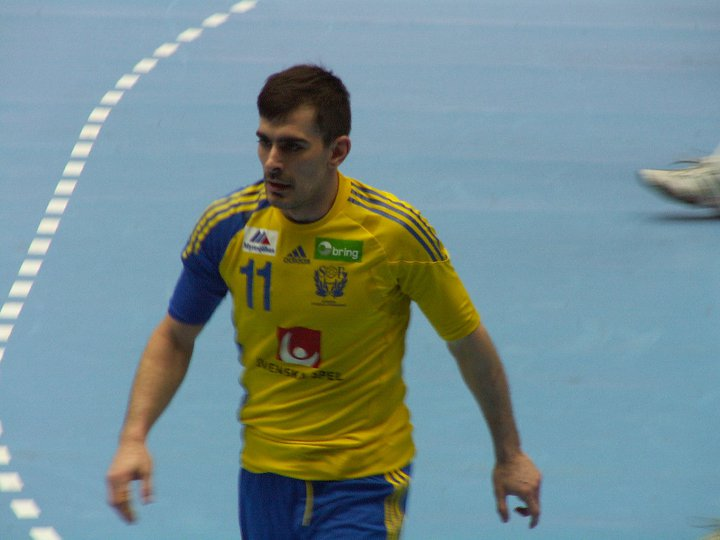
Dalibor Doder durante el Campeonato del Mundo de 2011

- Lugi Handboll (1995-2003)
- IFK Ystad (2003-2005)
- SD Teucro (2005)
- CAI Balonmano Aragón (2005-2009)
- CB Ademar León (2009-2010)
- TSV GWD Minden (2010-2019)
- Ystads IF (2019- )

## Palmarés

### Selección nacional

#### Juegos Olímpicos
- Medalla de plata en los Juegos Olímpicos de 2012

### Consideraciones personales
- Mejor central Campeonato del Mundo de 2011[2]